# Bridgerton
Bridgerton is een Amerikaans kostuumdrama gebaseerd op novelles van Julia Quinn. De serie speelt zich af tijdens (een fictieve versie van) het Regency-tijdperk (1811-1820) in 1813 en focust zich op het societyseizoen in de Britse hoofdstad. De familie Bridgerton, en met name hun acht kinderen - Anthony, Benedict, Colin, Daphne, Eloise, Francesca, Gregory, en Hyacinth, spelen een centrale rol in deze serie. Het eerste seizoen ging in première op kerstdag 2020 op Netflix en focust zich op het debuut van de oudste dochter, Daphne Bridgerton. Het tweede seizoen ging in première op 25 maart 2022, waarin Anthony's zoektocht naar een geschikte burggravin wordt gevolgd.

## Rolverdeling

### Overzicht
Legenda
 = Hoofdrol
 = Bijrol
 = Gastrol
 = Geen rol
| Bessie Carter      | Prudence Featherington       | 8 | 8 | 8 | 24 |
| Nicola Coughlan    | Penelope Featherington       | 8 | 8 | 8 | 24 |
| Ruth Gemmell       | Lady Violet Bridgerton       | 8 | 8 | 8 | 24 |
| Florence Hunt      | Hyacinth Bridgerton          | 8 | 8 | 8 | 24 |
| Claudia Jessie     | Eloise Bridgerton            | 8 | 8 | 8 | 24 |
| Will Stilston      | Gregory Bridgerton           | 8 | 8 | 8 | 24 |
| Luke Thompson      | Benedict Bridgerton          | 8 | 8 | 8 | 24 |
| Polly Walker       | Lady Portia Featherington    | 8 | 8 | 8 | 24 |
| Julie Andrews      | Lady Whistledown             | 8 | 8 | 8 | 24 |
| Adjoa Andoh        | Lady Agatha Danbury          | 7 | 8 | 8 | 23 |
| Joanna Bobin       | Lady Araminta Cowper         | 7 | 8 | 8 | 23 |
| Jessica Madsen     | Cressida Cowper              | 6 | 7 | 8 | 23 |
| Luke Newton        | Colin Bridgerton             | 8 | 7 | 8 | 23 |
| Golda Rosheuvel    | Queen Charlotte              | 7 | 6 | 8 | 21 |
| Hugh Sachs         | Brimsley                     | 7 | 6 | 8 | 21 |
| Lorraine Ashbourne | Mrs. Varley                  | 6 | 7 | 7 | 20 |
| Jonathan Bailey    | Lord Anthony Bridgerton      | 8 | 8 | 3 | 19 |
| Harriet Cains      | Philippa Featherington       | 8 | 3 | 8 | 19 |
| Kathryn Drysdale   | Genevieve Delacroix          | 6 | 8 | 4 | 18 |
| Martins Imhangbe   | Will Mondrich                | 5 | 5 | 8 | 18 |
| Phoebe Dynevor     | Daphne Bridgerton            | 8 | 6 |   | 14 |
| Emma Naomi         | Alice Mondrich               | 3 | 3 | 8 | 14 |
| Ruby Stokes        | Francesca Bridgerton         | 2 | 3 |   | 13 |
| Hannah Dodd        | Francesca Bridgerton         |   |   | 8 | 13 |
| Lorn Macdonald     | Albion Finch                 | 2 | 2 | 8 | 12 |
| Simone Ashley      | Kate Sharma                  |   | 8 | 3 | 11 |
| Ruby Barker        | Marina Thompson              | 8 | 1 |   | 9  |
| Domenic Coleman    | Lord Cowper                  |   | 3 | 6 | 9  |
| Ben Miller         | Lord Archibald Featherington | 8 |   |   | 8  |
| Regé-Jean Page     | Simon Basset                 | 8 |   |   | 8  |
| Charithra Chandran | Edwina Sharma                |   | 8 |   | 8  |
| Shelley Conn       | Lady Mary Sheffield Sharma   |   | 8 |   | 8  |
| Rupert Young       | Lord Jack Featherington      |   | 8 |   | 8  |
| James Phoon        | Harry Dankworth              |   |   | 8 | 8  |
| Victor Alli        | John Stirling                |   |   | 7 | 7  |
| Daniel Francis     | Marcus Anderson              |   |   | 7 | 7  |
| Hannah New         | Tilley Arnold                |   |   | 7 | 7  |
| Calam Lynch        | Theo Sharpe                  |   | 6 |   | 6  |
| Sabrina Bartlett   | Sienna Rosso                 | 5 |   |   | 5  |

### Vaste personages
- Lady Whistledown, ingesproken door Julie Andrews. Lady Whistledown is de schrijfster van een roddelblad over de Londense high society.
- Queen Charlotte, gespeeld door Golda Rosheuvel. Koningin van het Verenigd Koninkrijk en vrouw van George III.
- Lady Agatha Danbury, gespeeld door Adjoa Andoh. Doyenne van de Londense high society.

#### Familie Bridgerton
- Violet Bridgerton (geboren Ledger), douairière van de 8e Burggraaf Bridgerton, gespeeld door Ruth Gemmell. Violet is de moeder van de acht Bridgerton kinderen.
- Lord Anthony Bridgerton, de 9e burggraaf, gespeeld door Jonathan Bailey. Anthony is de oudste zoon van de familie en sinds het overlijden van zijn vader hoofd van de familie.
- Benedict Bridgerton, gespeeld door Luke Thompson. Benedict is de tweede zoon.
- Colin Bridgerton, gespeeld door Luke Newton. Colin is de derde zoon.
- Daphne Basset (geboren Bridgerton), Hertogin van Hastings, gespeeld door Phoebe Dynevor. Daphne is het vierde kind en de oudste dochter.
- Eloise Bridgerton, gespreeld door Claudia Jessie. Eloise is het vijfde kind en de tweede dochter.
- Francesca Bridgerton, gespeeld door Ruby Stokes. Francesca is het zesde kind en de derde dochter.
- Gregory Bridgerton, gespeeld door Will Tilston. Gregory is het zevende kind en de jongste zoon.
- Hyacinth Bridgerton, gespeeld door Florence Hunt. Hyacinth is het achtste kind en de jongste dochter.

#### Familie Featherington
- Portia Featherington, douairière van Baron Featherington, gespeeld door Polly Walker. Portia is de matriarch van de Familie Featherington.
- Archibald Featherington, Baron Featherington. Archibald was het hoofd van de familie in seizoen 1.
- Jack Featherington, Baron Featherington. Jack werd het nieuwe hoofd van de familie Featherington na het overlijden van Archibald.
- Prudence Featherington, gespeeld door Bessie Carter. Prudence is de oudste dochter van de familie Featherington.
- Philippa Finch (geboren Featherington), gespeeld door Harriet Cains. Philippa is de middelste dochter van de familie Featherington.
- Penelope Featherington, gespeeld door Nicola Coughlan. Penelope is de jongste dochter van de familie Featherington.
- Mrs. Varley, gespeeld door Lorraine Ashbourne. Mrs. Varley is de huishoudster van de familie Featherington.

### Terugkerende personages en gastrollen
- Simon Basset, Hertog van Hastings, gespeeld door Regé-Jean Page. Simon is de meest begeerlijke vrijgezel van het eerste seizoen.
- Kate Bridgerton (geboren Sharma), Burggravin Bridgerton, gespeeld door Simone Ashley.
- Brimsley, gespeeld door Hugh Sachs. Brimsley is de secretaris van de koningin.
- Genevieve Delacroix, gespeeld door Kathryn Drysdale. Miss Delacroix is de modiste van de Londense high society.
- Lady Mary Sharma (geboren Sheffield), gespeeld door Shelley Conn. Lady Mary is Edwina's moeder en Kate's stiefmoeder.
- Edwina Sharma, gespeeld door Charithra Chandran. Edwina is Kate Bridgerton's halfzus en diamant van het seizoen.
- Lady Marina Crane (geboren Thompson), gespeeld door Ruby Barker. Marina is een nicht van de familie Featherington.
- Lady Cowper, gespeeld door Joanna Bobin.
- Cressida Cowper, gespeeld door Jessica Madsen.
- Will Mondrich, gespeeld door Martins Imhangbe. Will is eigenaar van een herenclub, voormalig boxer en vriend van de Hertog van Hastings.
- Alice Mondrich, gespeeld door Emma Naomi. Alice is de vrouw van Will.
- Siena Rosso, gespeeld door Sabrina Bartlett. Siena is een opera zangeres en een voormalige minnares van Anthony Bridgerton.
- Theo Sharpe, gespeeld door Calam Lynch. Theo is een leerling in de drukkerij waar Lady Whistledown haar blad laat drukken.

## Seizoenen
| Seizoen | Aantal afleveringen | Originele uitzenddatum |
| ------- | ------------------- | ---------------------- |
| 1       | 8                   | 25 december 2020       |
| 2       | 8                   | 25 maart 2022          |
| 3       | 8                   | 16 mei 2024            |

### Seizoen 1: 2020
| Nr. in serie | Nr. in seizoen | Titel                      | Regisseur           | Schrijver                | Uitzenddatum VS  |  |
| ------------ | -------------- | -------------------------- | ------------------- | ------------------------ | ---------------- |  |
| 1            | 1              | Diamond of the First Water | Julie Anne Robinson | Chris Van Dusen          | 25 december 2020 |  |
| 2            | 2              | Shock and Delight          | Tom Verica          | Janet Lin                | 25 december 2020 |  |
| 3            | 3              | Art of the Swoon           | Tom Verica          | Leila Cohan-Miccio       | 25 december 2020 |  |
| 4            | 4              | An Affair of Honor         | Sheree Folkson      | Abby McDonald            | 25 december 2020 |  |
| 5            | 5              | The Duke and I             | Sheree Folkson      | Joy C Mitchell           | 25 december 2020 |  |
| 6            | 6              | Swish                      | Julie Anne Robinson | Sarah Dollard            | 25 december 2020 |  |
| 7            | 7              | Oceans Apart               | Alrick Riley        | Jay Ross & Abby McDonald | 25 december 2020 |  |
| 8            | 8              | After the Rain             | Alrick Riley        | Chris Van Dusen          | 25 december 2020 |  |

### Seizoen 2: 2022
| Nr. in serie | Nr. in seizoen | Titel                     | Regisseur    | Schrijver                       | Uitzenddatum VS |  |
| ------------ | -------------- | ------------------------- | ------------ | ------------------------------- | --------------- |  |
| 9            | 1              | Capital R Rake            | Tricia Brock | Chris Van Dusen                 | 25 maart 2022   |  |
| 10           | 2              | Off to the Races          | Tricia Brock | Daniel Robinson                 | 25 maart 2022   |  |
| 11           | 3              | A Bee in Your Bonnet      | Alex Pillai  | Sarah L. Thompson               | 25 maart 2022   |  |
| 12           | 4              | Victory                   | Alex Pillai  | Chris Van Dusen & Jess Brownell | 25 maart 2022   |  |
| 13           | 5              | An Unthinkable Fate       | Tom Verica   | Abby McDonald                   | 25 maart 2022   |  |
| 14           | 6              | The Choice                | Tom Verica   | Lou-Lou Igbokwe                 | 25 maart 2022   |  |
| 15           | 7              | Harmony                   | Cheryl Dunye | Oliver Goldstick                | 25 maart 2022   |  |
| 16           | 8              | The Viscount Who Loved Me | Cheryl Dunye | Jess Brownell                   | 25 maart 2022   |  |

### Seizoen 3: 2024
| Nr. in serie | Nr. in seizoen | Titel                       | Regisseur    | Schrijver              | Uitzenddatum VS |  |
| ------------ | -------------- | --------------------------- | ------------ | ---------------------- | --------------- |  |
| 17           | 1              | Out of the Shadows          | Tricia Brock | Jess Brownell          | 16 mei 2024     |  |
| 18           | 2              | How Bright the Moon         | TBA          | Sarah L. Thompson      | 16 mei 2024     |  |
| 19           | 3              | Forces of Nature            | TBA          | Eli Wilson Pelton      | 16 mei 2024     |  |
| 20           | 4              | Old Friends                 | TBA          | Lauren Gamble          | 16 mei 2024     |  |
| 21           | 5              | Tick Tock                   | TBA          | Azua Squire            | 13 juni 2024    |  |
| 22           | 6              | Romancing Mister Bridgerton | TBA          | TBA                    | 13 juni 2024    |  |
| 23           | 7              | Joining of Hands            | Tom Verica   | Geetika Tandon Lizardi | 13 juni 2024    |  |
| 24           | 8              | Into the Light              | Tom Verica   | Daniel Robinson        | 13 juni 2024    |  |

## Muziek
De serie kenmerkt zich door het gebruik van orkestrale covers van hedendaagse popmuziek. Bijvoorbeeld in seizoen 1 Maroon 5’s “Girls Like You”, Billie Eilish’s “Bad Guy” en Taylor Swift’s “Wildest Dreams”. In seizoen 2 wordt onder andere gebruik gemaakt van Madonna's Material Girl, Calvin Harris & Disciples' How Deep Is Your Love en Alanis Morrisette's You Oughta Know.

## Trivia
- In de aftiteling wordt de stuntman Brian Nickels genoemd in liefdevolle herinnering.
- De scenes gefilmd als Clyvedon zijn gefilmd bij Castle Howard in Yorkshire.

- Bibliothèque nationale de France: cb18063095r (data)
- Catàleg d'autoritats de noms i títols de Catalunya: 981060921837106706
- Library of Congress Control Number: no2022030748
- Virtual International Authority File: 32164778979508342937